# Яров, Сергей Викторович
Серге́й Ви́кторович Я́ров (20 июля 1959, Ленинград — 14 сентября 2015, Санкт-Петербург, Россия) — российский историк, автор книг по истории России XX века, специалист по истории блокады Ленинграда. Доктор исторических наук (1999), профессор Европейского университета в Санкт-Петербурге и РГПУ им. А. И. Герцена. Ведущий научный сотрудник Санкт-Петербургского института истории РАН. Член Экспертного совета ВАК РФ по истории (2013—2015). Лауреат Анциферовской премии (2012) и премии «Просветитель» (2014).

## Биография
Родился 20 июля 1959 года. В 1984 г. окончил исторический факультет Ленинградского государственного университета имени А. А. Жданова. 
1985—1988 гг. — аспирант ЛОИИ АН СССР. С 1988 г. был сотрудником ЛОИИ АН СССР (сейчас Санкт-Петербургский институт истории РАН). Преподавал в Европейском университете в Санкт-Петербурге с 1998 года. 
Умер 14 сентября 2015 г. в Санкт-Петербурге.

## Научная деятельность
В 1990 г. защитил кандидатскую диссертацию по теме «Формирование политических представлений рабочих в 1921—1923 гг. по материалам Петрограда». 
В 1999 г. защитил докторскую диссертацию по теме «Политическое сознание рабочих Петрограда в 1917—1923 гг.». 
Являлся известным специалистом по истории блокады Ленинграда.
Сфера научных интересов:
- история блокады Ленинграда,
- историческая психология.

## Основные работы
- Яров С. В. Источники для изучения психологии российского общества XX века : пособие к лекционному курсу / Яров С. В.; Европ. ун-т в Санкт-Петербурге. — СПб.: Европейский дом, 2003. — 197 с.
- Яров С. В. Системы аргументации в советской пропаганде 1917—1920-х гг.: формирование образа власти // Документальное наследие Новгорода и Новгородской земли. — Великий Новгород, 2004.
- Яров С. В. «Человек сомневающийся»: психология и практика сопротивления // Кросс Б. Е. Мыслить небезопасно (из дневников 1944—2004 гг.). — СПб., 2005.
- Яров С. В. Предпосылки конформизма: «большевизация» языка в 1917—1920-е гг. // Нестор. Исторический альманах. — 2005. — № 3.
- Яров С. В. «Политическое воспитание» как средство формирования нового человека: система комсомольского просвещения в 1921—1924 гг. // Нестор. — 2005. — № 7.
- Яров С. В. Конформизм в Советской России: Петроград в 1917—1920-х годов. — СПб.: Европейский дом, 2006.
- Яров С. В. Интеллигенция и власть в Петрограде 1917—1925 гг.: конформистские стратегии и язык сотрудничества // НЛО. — 2006. — № 78.
- Яров С. В. Источники для изучения общественных настроений и культуры России XX в. — СПб., 2009. — 428 с.
- Яров С. В. Этические нормы в Ленинграде в 1941—1942 гг.: симптомы распада. // Вестник Ленинградского гос. университета им. А. С. Пушкина. — 2009. — № 1.
- Яров С. В. Ленинградцы в 1941—1942 гг.: этика милосердия. // Вестник Ленинградского гос. университета им. А. С. Пушкина. — 2009. — № 3.
- Яров С. В. Ленинградцы в 1941—1942 гг.: формы выживания. // Нестор. — 2009. — № 13.
- Яров С. В. От возрождения к оттепели. Новгородская земля 1940—1950-х гг. в документах Государственного архива Новгородской области. // Новгородская земля в эпоху социальных потрясений. Сборник документов. 1946—1956. — СПб., 2009.
- Яров С. В. «Пишите сиротам». Ленинградская семья в 1941—1942 гг.: сострадание, утешение, любовь. // Битва за Ленинград. Дискуссионные проблемы — СПб., 2009.
- Яров С. В. Проблемы использования источников для изучения этики ленинградцев в 1941—1942 гг. // Народ и армия в Великой Отечественной войне 1941—1945 гг. Материалы Всероссийской научно-теоретической конференции 27 мая 2009 г. — М., 2009.
- Яров С. В. Советы: органы республики или инструменты контроля над республикой. // Что такое республиканская традиция. — СПб., 2009.
- Яров С. В.. Блокадная этика. — М.: Центрполиграф, 2012. — 608 с. — 2500 экз. — ISBN 978-5-227-03767-1.[2]
- Яров С. В. Повседневная жизнь блокадного Ленинграда. — М.: Молодая гвардия, 2014. — 320 с. — ISBN 978-5-235-03763-2.
- Яров С. В. Россия (1917-2000). Книга для всех, интересующихся отечественной историей. — М.: Центрполиграф, 2014. — 544 с. — ISBN 978-5-227-04807-3.
- Яров С. В. Повседневная жизнь блокадного Ленинграда. — Изд. 2-е, испр. — СПб.: Изд-во Европейского университета в Санкт-Петербурге, 2023. — 304 с. — ISBN 978-5-94380-358-1.

## Награды
- Лауреат Анциферовской премии (2012) — за книгу Блокадная этика: Представления о морали в Ленинграде 1941—1942 гг.[3]
- Лауреат премии «Просветитель» (2014, в номинации «Гуманитарные науки») — за книгу Повседневная жизнь блокадного Ленинграда[4]